# 凱利·羅賓遜
凱利·羅賓遜（英語：Kelley Robinson，1985/1986年—）是一名美國社區組織者，現任人權戰線主席。她曾任計劃生育行動基金執行長。

## 教育
羅賓遜於2008年獲得密蘇里大學哥倫比亞分校文學學士學位。大學期間，她攻讀社會學和婦女與性別研究的雙碩士學位。她曾經一度離開大學，做過綜合格鬥選手和酒保。

## 職業生涯
2008年，羅賓遜開始擔任巴拉克·歐巴馬總統競選活動的政治組織者。
2009年，她在中心地帶計劃生育協會擔任地區組織者。2011年至2015年，她擔任美國計劃生育聯合會青年參與副主任，直到2015年晉升為全國組織主任。2019年，她成為計劃生育行動基金的執行董事兼組織和宣傳副總裁。在這個職位上，羅賓遜幫助指導在2020年選舉中翻轉美國參議院的工作。在計劃生育協會任職期間，支持者人數從650萬人增加到1800萬人。
身為計劃生育行動基金的執行主任，羅賓遜曾就生殖權利、海德修正案和最高法院提名等議題接受美聯社、CNN、《衛報》和《紐約時報》等多家媒體的採訪
。
2022年底，羅賓遜成為人權戰線主席。她是第一位領導該組織的黑人同性戀女性。羅賓遜表示，她將專注於投票權、生殖權、LGBTQ+權利、生活工資和醫療保健等議題；她將關注貧困人群的聲音和關切。在一次採訪中，羅賓遜表示人權戰線計畫致力於通過《尊重婚姻法案》。羅賓遜在擔任人權戰線主席後首次接受《國家報》採訪時，談到針對LGBTQ群體的仇恨行為增加的問題。2022年12月，羅賓遜在國會就反LGBTQ+極端主義和暴力行為的增加作證。

## 榮譽
2024年4月，羅賓遜入選時代百大人物榜單。

## 個人生活
羅賓遜於2020年與妻子貝琪·喬治（Becky George）結婚，育有一個孩子。羅賓遜是天主教徒。